# 孟淮 (景泰進士)
孟淮（1430年—？），字宗海，直隸保定府博野縣人，民籍，明朝政治人物。

## 生平
景泰元年（1450年）庚午科順天府鄉試第七十七名。景泰五年（1454年）甲戌科會試第一百八十六名，殿試登進士第三甲第四十五名。

## 家族
曾祖父孟遇春，贈戶部右侍郎。祖父孟桓，曾任府通判 贈戶部右侍郎。父亲孟鑑，曾任戶部左侍郎。